# Nomada standfussi
Nomada standfussi là một loài Hymenoptera trong họ Apidae. Loài này được Schwarz mô tả khoa học năm 2007.